# Vascoda
vascoda war bis 2011 das Einstiegsportal in die Virtuellen Fachbibliotheken und Fachportale der wissenschaftlichen Bibliotheken in Deutschland, welche sich im gleichnamigen gemeinnützigen Verein organisiert hatten. Als Rechercheportal bot es seinen Nutzern Zugriff auf Fachinformationen und wissenschaftliche Publikationen aus fast allen Fachgebieten.
Der Name wird vielfach mit dem mittelalterlichen Seefahrer und Entdecker Vasco da Gama in Verbindung gebracht, der durch das Meer der Informationen navigiert. Tatsächlich entstand diese Deutung im Nachhinein, denn der Name vascoda wurde von einer Agentur für Namensfindung künstlich gebildet.

## Portal
Das vascoda-Portal bot unter einer einheitlichen Benutzeroberfläche den Zugang zu Informationen und Volltexten aus unterschiedlichen Fachbereichen. Dabei konnte wahlweise fachspezifisch oder interdisziplinär gesucht werden. Der Einsatz moderner Suchtechnologien sowohl bei vascoda als auch bei den Partnern erlaubte eine strukturierte Suche in einer Vielzahl verschiedenster Datenbestände wie Fach- und Aufsatzdatenbanken, Bibliothekskataloge und Internetquellen. Ausführliche Sammlungsbeschreibungen boten Orientierung über die in vascoda eingebundenen Angebote und leiteten die Nutzer auf die hochwertigen und spezialisierten Fachportale der vascoda-Partner.
Das Portal und die integrierten Fachangebote wurden von wissenschaftlichen Bibliotheken und Informationseinrichtungen mit überregionaler Bedeutung aufgebaut und gepflegt. Deshalb konnte vascoda auf Ressourcen zugreifen, die für Internet-Suchmaschinen i. d. R. unsichtbar sind.
Das Portal konnte kostenlos genutzt werden. In vielen Fällen war ein kostenfreier Zugriff auf elektronische Zeitschriftenartikel (z. B. über die Elektronische Zeitschriftenbibliothek EZB) und andere Volltexte (z. B. Open-Access-Dokumente, thematische Webseiten oder Digitale Einzeldokumente) möglich. Vascoda war zudem mit lokalen Nachweissystemen deutscher Bibliotheken sowie mit Dokumentenlieferdiensten verknüpft.
Vascoda war im internationalen Wissenschaftsportal WorldWideScience eingebunden.
Technischer Betreiber des Portals war das Hochschulbibliothekszentrum des Landes Nordrhein-Westfalen (hbz).

## Träger
Vascoda war ein eingetragener Verein mit bis zu 42 Mitgliedern, in der Regel deutsche Bibliotheken und Fachinformationseinrichtungen. Sitz und Geschäftsstelle des vascoda e. V. waren in Hannover.
Ziel des Vereins waren die Weiterentwicklung und der Betrieb des interdisziplinären Wissenschaftsportals sowie die Unterstützung der an vascoda beteiligten Einrichtungen und deren Portale.
Anfang November 2011 haben die Mitglieder des vascoda e. V. die Auflösung des Vereins beschlossen.

## Fachportale in vascoda
Folgende Fachportale und Virtuelle Fachbibliotheken waren in vascoda gebündelt und mit einem Teil ihrer Datenbestände in die vascoda-Suche integriert (Stand August 2010); sie werden unabhängig vom Bestand des Portals vascoda weitergeführt:
| - arthistoricum.net – Virtuelle Fachbibliothek Kunstgeschichte - b2i – Buch-, Bibliotheks- und Informationswissenschaft - Cibera – Virtuelle Fachbibliothek Ibero-Amerika/Spanien/Portugal - chem.de – Informations- und Wissensplattform Chemie - Chronicon – Geschichte - Clio-online – Geschichte - CrossAsia – Virtuelle Fachbibliothek Ost- und Südostasien - EconBiz – Virtuelle Fachbibliothek Wirtschaftswissenschaften - EVIFA – Virtuelle Fachbibliothek Ethnologie - Fachportal Pädagogik - GBI-Genios - GEO-LEO – Virtuelle Fachbibliothek Geowissenschaften (Geo-Guide) - Germanistik im Netz – Virtuelle Fachbibliothek Germanistik - GetInfo – Naturwissenschaften, Technik (Informationsverbund) - GREENPILOT – Virtuelle Fachbibliothek Ernährung, Umwelt, Agrar - historicum.net - ilissAfrica (internet library sub-saharan Africa) – Virtuelle Fachbibliothek sub-Saharisches Afrika - IREON – Portal Internationale Beziehungen und Länderkunde - MEDPILOT – Virtuelle Fachbibliothek Medizin - MENALIB – Virtuelle Fachbibliothek Vorderer Orient und Nordafrika - NedGuide – Virtuelle Fachbibliothek Niederländischer Kulturkreis - Propylaeum – Propylaeum Fachinformationsdienst Altertumswissenschaften - PSYNDEX – Psychologie - Savifa – Virtuelle Fachbibliothek Südasien | - Slavistik-Portal – Virtuelle Fachbibliothek Slavistik - sowiport – Fachportal für Sozialwissenschaften - SPORTIF - ViFaArt – Virtuelle Fachbibliothek Gegenwartskunst - vifabio – Virtuelle Fachbibliothek Biologie - ViFaHolz – Virtuelle Fachbibliothek Holztechnologie - vifamath – Virtuelle Fachbibliothek Mathematik - Virtuelle Fachbibliothek medien buehne film (ViFa medien buehne film) – Virtuelle Fachbibliothek Kommunikations- und Medienwissenschaft/Publizistik, Theater- und Filmwissenschaft - ViFaMusik – Virtuelle Fachbibliothek Musikwissenschaft - vifanord – Virtuelle Fachbibliothek Nordeuropa und Ostseeraum - ViFaOst – Virtuelle Fachbibliothek Osteuropa - ViFaPharm – Virtuelle Fachbibliothek Pharmazie - ViFaPhys – Virtuelle Fachbibliothek Physik - ViFaPol – Virtuelle Fachbibliothek Politikwissenschaft - ViFaPsy – Psychologie - ViFa Recht – Virtuelle Fachbibliothek Recht - ViFa Romanischer Kulturkreis – Virtuelle Fachbibliothek Romanischer Kulturkreis - ViFa Sport – Virtuelle Fachbibliothek Sportwissenschaft - ViFaTec – Virtuelle Fachbibliothek Technik - ViFaVet – Virtuelle Fachbibliothek Veterinärmedizin - Virtuelle Fachbibliothek Theologie und Religionswissenschaft (VirTheo) - VLib AAC – Virtuelle Fachbibliothek Anglo-Amerikanischer Kulturraum |

## Projekte im vascoda-Kontext
Im Kontext von vascoda gab es eine Reihe von Projekten und Arbeitsgruppen zu Teilproblemen, die durch die Deutsche Forschungsgemeinschaft (DFG) oder das Bundesministerium für Bildung und Forschung (BMBF) gefördert wurden. Für die Projekte zeichneten verschiedene Einrichtungen verantwortlich. Exemplarisch seien folgende Bereiche genannt:
- vascoda Portal, Funktionalität und Betrieb
- Metadaten, Standards und Heterogenitätsbehandlung
- Koordinierung, Marketing, Qualitätskontrolle
- Content: Rechte Lizenzen und Geschäftsmodelle
- Übergreifende Strukturen und Aufgaben
- Verteilte Authentifizierung, Autorisierung und Rechteverwaltung[2]
- Modellbildung und Heterogenitätsbehandlung[3]

## Einstellung
Im Mai 2010 wurde zunächst bekanntgegeben, dass das Portal eine Neuausrichtung plane. Vascoda werde „als Rechercheportal kurz- bis mittelfristig abgelöst werden“. Die Entwicklung des Recherche-Portals sei „faktisch eingestellt“ worden. Im Rahmen des Projekts „vascoda 2010“, das von der Deutschen Forschungsgemeinschaft gefördert wurde, seien alle Mitgliedseinrichtungen im Zuge der Neuausrichtung gezielt befragt worden. Der Zweck von Vascoda sei fortan „die Koordination, strategische Unterstützung und das Marketing für die Vernetzung und den Wissensaustausch unter den beteiligten Fachportalen“. Die Bereitstellung des Rechercheportals sowie die internationale Zusammenarbeit würden deshalb nicht weiter verfolgt. Am 11. Januar 2011 wurde die Einstellung des Vascoda-Portals angekündigt. Eine Suche im Vascoda-Suchraum war seitdem nicht mehr möglich. Die Einstellung des Dienstes erfolgte am 14. Januar 2011.
Im Juni 2011 beschloss die Mitgliederversammlung, den Verein vascoda bis zum Ende des Jahres aufzulösen. Die weitere Zusammenarbeit solle im Rahmen der Sondersammelgebiete erfolgen. Der formelle Auflösungsbeschluss wurde auf der Mitgliederversammlung vom 4. November 2011 gefasst.
Das zuletzt vom vascoda e. V. betriebene vascoda-Blog wurde zum Jahresende 2011 eingefroren und dient der Dokumentation der vascoda-Aktivitäten. Mit der Erweiterung des Wiki-basierten Informationssystems Webis – Sammelschwerpunkte an deutschen Bibliotheken um ein Weblog, wurde eine neue Informations- und Austauschplattform für die Fachportale, Virtuellen Fachbibliotheken und Sondersammelgebiets-Bibliotheken geschaffen, welche die Funktion des vascoda-Blogs ab Mitte Januar 2012 übernommen hat.